# 拉菲爾·帕特尼
拉菲爾·拉沙德·帕特尼（1992年7月14日—）為美國男子籃球運動員，場上主打大前鋒位置。

## 生平
拉菲爾自Woodbridge High School畢業後進入马萨诸塞大学阿默斯特分校就讀。
2023年2月23日，T1聯盟臺中太陽註冊拉菲爾。2月24日，臺中太陽宣布拉菲爾加盟事宜。2月25日，T1聯盟初登板繳出13分、12籃板、6助攻、3阻攻的表現。3月8日，臺中太陽註銷拉菲爾。3月9日，臺中太陽宣布與拉菲爾解除合約。

## 外部連結
- 拉菲爾·帕特尼在fiba.basketball（英语）
- 拉菲爾·帕特尼在義大利籃球聯賽（意大利语）
- 拉菲爾·帕特尼在Basketball-Reference.com（NBA）（英语）
- 拉菲爾·帕特尼在Basketball-Reference.com（NBA G聯盟）（英语）
- 拉菲爾·帕特尼在Basketball-Reference.com（國際）（英语）
- 拉菲爾·帕特尼在Sports-Reference.com（NCAA）（英语）
- 拉菲爾·帕特尼在Eurobasket.com（球員）（英语）
- 拉菲爾·帕特尼在RealGM（英语）
- 拉菲爾·帕特尼在Proballers（英语）
- 拉菲爾·帕特尼在Flashscore（英语）